# Представительство Румынского Патриархата в Святой Земле
Представи́тельство Румы́нского Патриарха́та в Святы́х Места́х (рум. Reprezentanța Patriarhiei Române la Locurile Sfinte, также Представительство Румынского Патриархата в Иерусалиме, рум. Reprezentanța Patriarhiei Române din Ierusalim, также Румынские поселения на Святой Земле, рум. Aşezămintele Româneşti Din Ţara Sfântă) — представительство Румынской православной церкви в Иерусалиме и Святой земле.

## Биография
Начиная с XIX века связи Румынской православной церкви с Иерусалимской православной церковью стали более тесными и плодотворными. Установились прочные контакты между иерархами через взаимные визиты и лучше организованные паломничества. Благодаря усердию паломников, преимущественно из числа иерархов, монахов, священников, а также купцов и простых людей, были основаны в Иерусалиме и у Иордана первые румынские представительства на Святых Местах. Инициатором этого движения стал известный деятель культуры Теодор Бурада, который после многих хлопот сумел арендовать в 1906 года дом в Иерусалиме для устройства румынского параклиса (1908). В 1912 году был намечен участок для закладки фундамента храма, задуманного не только как место молитвы, но и как национальное учреждение и центр духовного общения и посредничества.
Вспыхнувшая вскоре Первая мировая война отсрочила начало работ, но после образования Королевства Румыния (1918) и возведения Румынской Церкви в ранг Патриархии (1925), Патриарх Румынский Мирон в 1927 году посетил Иерусалимскую Церковь с братским визитом, приняв решение построить два румынских церковных учреждения в Святой Земле — одно в Иерусалиме, другое на берегу святой реки Иордан. После составления планов в 1935 году был заложен первый камень Румынской церкви в Иерусалиме, причём присутствовали много епископов и священников, а также многочисленные паломники и верующие. Строительные работы продолжались до 1938 году, но события в Европе и на Ближнем Востоке, начиная с 1940 году, прервали связь этой церкви с Румынской Патриархией.
Тяготы войны серьёзно осложнили жизнь насельникам, учитывая положение Румынии в системе европейских союзов. Сначала все румыны были изгнаны из обители, затем управляющему позволили там проживать, но при этом ему навязывали различных постояльцев, в том числе государственные учреждения. Эта ситуация длилась до 1963 году, когда новый представитель Румынской Патриархии прибыл в Иерусалим с миссией вернуть Обители его изначальное предназначение. Однако и тогда возникли новые неблагоприятные обстоятельства, задержавшие реставрацию. Она завершилась лишь в 1975 году, когда Патриарх Юстиниан организовал паломничество на Святые Места с целью заключить новое церковное соглашение о регулировании и функционировании румынских учреждений на канонической территории Патриархии Иерусалима и всей Палестины. Кульминацией визита стало освящение церкви и дома Румынского подворья в Иерусалиме. С этого времени оно смогло возобновить свою миссию в достаточно благоприятных условиях, а скит на Иордане — со временем быть открыт. В Иерусалиме стали назначаться новые настоятели, уполномоченные Румынской Патриархией представлять эту Церковь при Гробе Господнем.
С 1989 году началась новая эпоха в истории Представительства Румынской Патриархии в Иерусалиме. Сразу после революции того же года число паломников и рабочих из Румынии, прибывших или поселившихся на Святых Местах, значительно возросло. После 1990 года поток румынских паломников в Святую Землю стал настолько большим, что мест для их размещения стало не хватать. Поскольку для расширения подворья в Иерусалиме не существовало немедленных законных возможностей, нашли решение возродить более старую инициативу: использовать участок земли в Иерихоне площадью 833 м², завещанный в 1969 и 1987 годах Румынскому патриархату Константином, Еленой и Думитру Самойлэ — румынами из Молдовы, поселившимися в Святых местах в 1933 году. Исполнение этого проекта было поручено архимандриту Иерониму (Крецу), назначенному в сентябре 1994 года начальником румынских подворий и представителем Румынского патриархата в Святых местах. После оформления этой собственности на имя Румынского патриархата, завершённого 15 декабря 1996 года, были приобретены ещё три соседних участка, благодаря чему площадь увеличилась до более чем 3 000 м². Приобретённие земель, расходы на оформление и получение разрешения на строительство, а также затраты на открытие строительной площадки и начало работ были покрыты за счёт пожертвований семьи Хории Попеску и Иоаны Лэнкрянжан-Попеску из Базеля (Швейцария), архимандрита Илариона (Аргату) из Монастыря Черника, ряда румынских верующих, а также субсидий от румынского государства. Работы начались 21 июня 1999 года. Строительство началось с параклиса и продолжилось возведением большого храма в интенсивном темпе. К юбилейным торжествам, посвящённым двухтысячелетию Рождества Христова, 5 января 2000 года, алтарь большого храма был освящён патриархом Феоктистом в присутствии местных властей, дипломатов, а также более 300 румынских паломников и рабочих из Израиля. Параклис был освящён одновременно с алтарём большого храма епископом Синайским Феофаном (Саву). В тот же день патриарх Теоктист совершил закладку дома для паломников. После освящения работы продолжались, и в 2005 году художники Ион и Даниэла Молдовану выполнили фресковую роспись храма и параклиса. В подвале храма был устроен второй параклис, в честь святого пророка Даниила и преподобной Параскевы Ясской, также расписанный в технике фрески в 2009 году теми же художниками. В 2007—2009 годах, при финансовой поддержке румынского правительства, подворье приобрело ещё 6 300 м², которые были присоединены к ранее приобретённым 3 000 м², в результате чего общая площадь достигла примерно 10 000 м².
Юридическое положение румынского подворья в Иерихоне, на строительство которого устное согласие дал патриарх Диодор незадолго до своей смерти, не было признано представителями Иерусалимского патриархата. В апреле 2011 года патриарх Иерусалимский Феофил III заявил о возможном прекращении евхаристического общения с Румынским патриархатом из-за начатого последним строительства в Иерихоне румынского храма, возводимого архимандритом Иеронимом (Крецу). 9 мая 2011 года на заседании Священного синода Иерусалимский патриархат запретил в священнослужении архимандрита Иеронима (Крецу) и прервал общение с Румынской православной церковью. После трёх раундов разговоров (Бухарест, декабрь 2012 года; Иерусалим, февраль 2013 года; Иерусалим, июль 2013 года), патриархи Иерусалимский и Патриарх Румынский подписали соглашение о восстановлении полного церковного общения. Это соглашение было подписано в Бухаресте патриархом Даниилом 2 февраля 2014 года и в Иерусалиме Патрирхом Феофилом III 3 февраля 2014 года.
С февраля 2014 по январь 2015 году представителем был архимандрит Тимофей (Айоаней), укрепивший дипломатические связи с Иерусалимской патриархией. В января 2015 года Представителем Румынской Патриархии на Святых Местах стал архимандрит Феофил (Анэстэсоае). В этот период начался масштабный процесс обновления Представительства в Иерусалиме, стартовала разминирование и демилитаризация территории Румынского подворья на Иордане, продолжались и укреплялись дипломатические отношения с местными властями и Иерусалимской Патриархией, при этом сохранялась миссия представительства по оказанию поддержки румынским паломникам, прибывающим на Святые Места.

## Представители
ссылки
- архимандрит Викторин (Урсаке) (10 октября 1946—1956)
- архимандрит Лукиан (Флоря) (5 марта 1963 — декабрь 1974)
- архимандрит Василий (Костин) (1 марта 1975 — 1 февраля 1978)
- архимандрит Пимен (Зайня) (1 февраля 1978 — 1 апреля 1979)
- архимандрит Василий (Корнилэ) (1 марта 1980 — 1 апреля 1982)[9]
- архимандрит Феофил (Панаит) (1 апреля 1982 — весна 1986)[10]
- архимандрит Ириней (Илие) (19 июля 1986 — 13 октября 1988)
- архимандрит Ириней (Кеорбежа) (13 октября 1988 — 1 ноября 1989)[11]
- архимандрит Ириней (Поп) (1 ноября 1989 — 1 августа 1990)
- архимандрит Иоанн (Сележан) (январь — июль 1990)
- архимандрит Викентий (Грифони) (1 августа 1990 — 12 января 1994)
- архимандрит Иероним (Крецу) (5 августа 1994 — февраль 2014)
- архимандрит Тимофей (Айоаней) (2 февраля 2014 — январь 2015)
- архимандрит Феофил (Анэстэсоае) (январь 2015 — 15 июля 2025)
- протосинкелл Иоанн Мейю (с 15 июля 2025)[12][13]

## См также
- Русская духовная миссия в Иерусалиме